# Saint-Pierre-de-Bressieux
Pour les articles homonymes, voir Saint-Pierre.
Saint-Pierre-de-Bressieux est une commune française située dans le département de l'Isère en région Auvergne-Rhône-Alpes.
Son territoire débute juste en dessous du château de Bressieux et ses habitants sont les Saint-Pierrois.

## Géographie

### Situation et description
Situé au sud-ouest de La Côte-Saint-André, entre la Plaine de Bièvre et les premiers contreforts du plateau de Chambaran, dans le secteur du Bas Dauphiné, en Isère, le village de Saint-Pierre-de-Bressieux présente un aspect essentiellement rural.

### Communes limitrophes
La commune est limitrophe de plusieurs communes:
| Bressieux                 | Saint-Siméon-de-Bressieux | Saint-Étienne-de-Saint-Geoirs |
| Saint-Siméon-de-Bressieux | Bressieux                 | Saint-Geoirs                  |
| Marnans                   | Roybon                    | Brion / Chasselay             |

### Climat
Pour des articles plus généraux, voir Climat d'Auvergne-Rhône-Alpes et Climat de l'Isère.
En 2010, le climat de la commune est de type climat des marges montargnardes, selon une étude du Centre national de la recherche scientifique s'appuyant sur une série de données couvrant la période 1971-2000. En 2020, Météo-France publie une typologie des climats de la France métropolitaine dans laquelle la commune est exposée à un climat de montagne ou de marges de montagne et est dans la région climatique  Alpes du nord, caractérisée par une pluviométrie annuelle de 1 200 à 1 500 mm, irrégulièrement répartie en été. 
Pour la période 1971-2000, la température annuelle moyenne est de 10,6 °C, avec une amplitude thermique annuelle de 17,5 °C. Le cumul annuel moyen de précipitations est de 1 061 mm, avec 9,8 jours de précipitations en janvier et 6,5 jours en juillet. Pour la période 1991-2020, la température moyenne annuelle observée sur la station météorologique de Météo-France la plus proche, « Grenoble-Saint-Geoirs », sur la commune de Saint-Étienne-de-Saint-Geoirs à 5 km à vol d'oiseau, est de 11,5 °C et le cumul annuel moyen de précipitations est de 915,1 mm,. Pour l'avenir, les paramètres climatiques de la commune estimés pour 2050 selon différents scénarios d'émission de gaz à effet de serre sont consultables sur un site dédié publié par Météo-France en novembre 2022.

### Hydrographie
Plusieurs lacs parsèment le territoire de la commune au niveau du plateau de Chambaran dont le lac de Revel.

### Voies de communication
Le territoire communal est traversé par la route départementale 1308 (RD 1308).

## Urbanisme

### Typologie
Au 1er janvier 2024, Saint-Pierre-de-Bressieux est catégorisée commune rurale à habitat dispersé, selon la nouvelle grille communale de densité à sept niveaux définie par l'Insee en 2022.
Elle est située hors unité urbaine et hors attraction des villes,.

### Occupation des sols
L'occupation des sols de la commune, telle qu'elle ressort de la base de données européenne d’occupation biophysique des sols Corine Land Cover (CLC), est marquée par l'importance des forêts et milieux semi-naturels (58,2 % en 2018), une proportion identique à celle de 1990 (58,2 %). La répartition détaillée en 2018 est la suivante : 
forêts (54,7 %), zones agricoles hétérogènes (24,3 %), prairies (10,1 %), terres arables (4,3 %), milieux à végétation arbustive et/ou herbacée (3,6 %), zones urbanisées (3,1 %). L'évolution de l’occupation des sols de la commune et de ses infrastructures peut être observée sur les différentes représentations cartographiques du territoire : la carte de Cassini (XVIIIe siècle), la carte d'état-major (1820-1866) et les cartes ou photos aériennes de l'IGN pour la période actuelle (1950 à aujourd'hui).

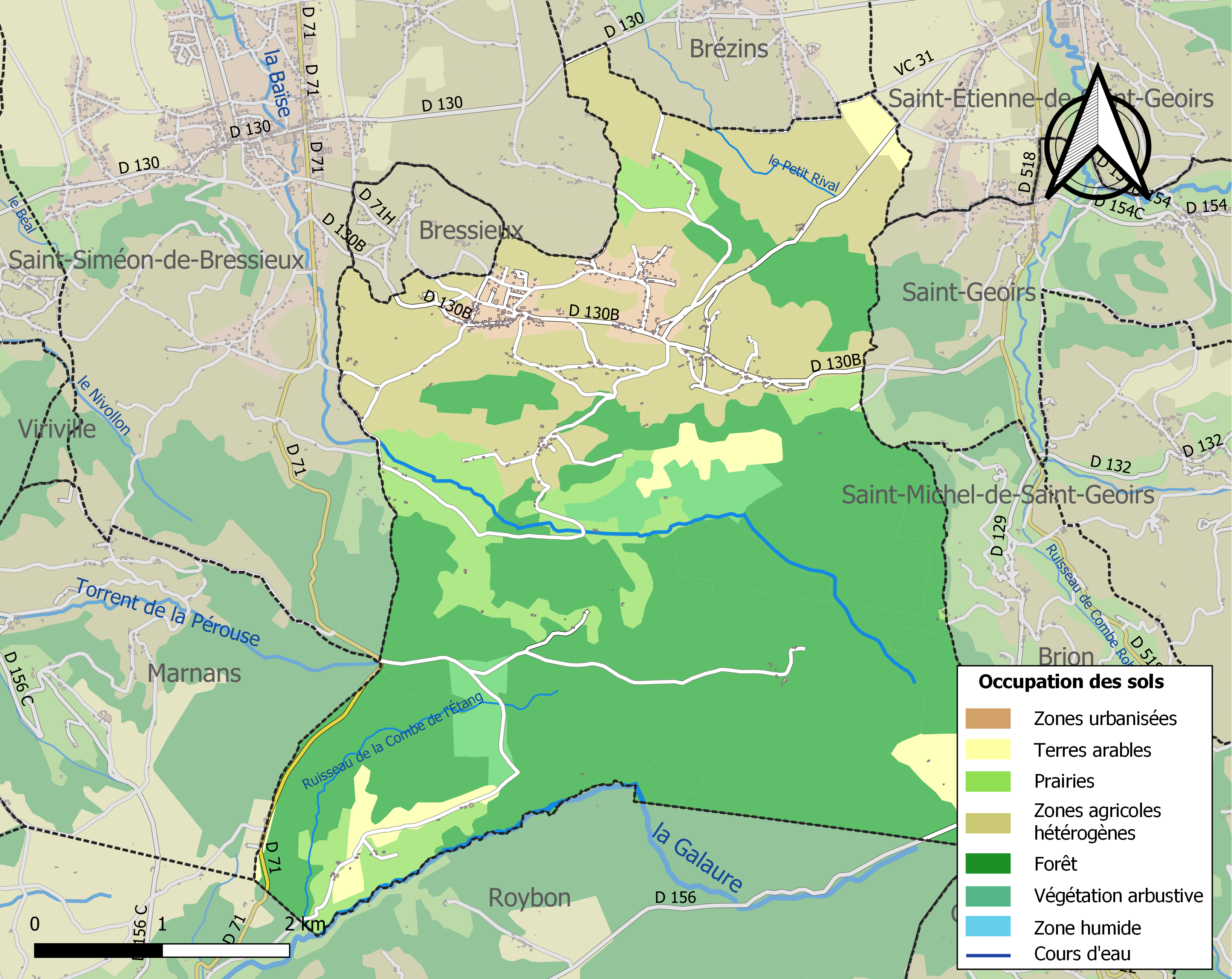
Carte des infrastructures et de l'occupation des sols de la commune en 2018 (CLC).

### Risques naturels et technologiques

#### Risques sismiques
L'ensemble du territoire de la commune de Saint-Pierre-de-Bressieux  est situé en zone de sismicité no 3 (sur une échelle de 1 à 5), comme la plupart des communes de son secteur géographique.
| Type de zone | Niveau            | Définitions (bâtiment à risque normal) |
| ------------ | ----------------- | -------------------------------------- |
| Zone 3       | Sismicité modérée | accélération = 1,1 m/s2                |

## Histoire

### Préhistoire et Antiquité
Au début de l'Antiquité, le territoire des Allobroges s'étendait sur la plus grande partie des pays qui seront nommés plus tard la Sapaudia (ce « pays des sapins » deviendra la Savoie) et au nord de l'Isère.
Les Allobroges, comme bien d'autres peuples gaulois, sont une « confédération ». En fait, les Romains donnèrent, par commodité le nom d'Allobroges à l'ensemble des peuples gaulois vivant dans la civitate (cité) de Vienne, à l'ouest et au sud de la Sapaudia.

### Moyen Âge
L'abbaye de Laval fut fondée sur le territoire de Saint-Pierre au XIIe siècle par Aymar, seigneur de Bressieux, pour les femmes d'Amédée de Hauterive et pour seize de ses vassaux qui avaient pris l'habit à l'abbaye de Bonnevaux établie en 1117. L'abbaye a été ensuite transférée à la Côte-Saint-André en 1633 sur lettres patentes de Louis XIII. Les boiseries de la cuve baptismale de son église, vendues à la Révolution, échouèrent dans un café de Vienne jusqu'à sa fermeture ; ils furent alors rachetés par le curé de Marcilloles qui les installa dans l'église de Marcilloles,.

## Politique et administration

### Liste des maires
| Période                                  | Période   | Identité            | Étiquette | Qualité                    |
| ---------------------------------------- | --------- | ------------------- | --------- | -------------------------- |
| avant 1988                               | mars 2014 | Yvon Carra          | PS        |                            |
| mars 2014                                | 2020      | Jean-Marc Falissard | SE        | Retraité de l'enseignement |
| 2020                                     | En cours  | Henri Faure         |           |                            |
| Les données manquantes sont à compléter. |           |                     |           |                            |

## Démographie
L'évolution du nombre d'habitants est connue à travers les recensements de la population effectués dans la commune depuis 1800. Pour les communes de moins de 10 000 habitants, une enquête de recensement portant sur toute la population est réalisée tous les cinq ans, les populations de référence des années intermédiaires étant quant à elles estimées par interpolation ou extrapolation. Pour la commune, le premier recensement exhaustif entrant dans le cadre du nouveau dispositif a été réalisé en 2008.

En 2022, la commune comptait 778 habitants, en évolution de +1,97 % par rapport à 2016 (Isère : +3,07 %, France hors Mayotte : +2,11 %).
| 1800  | 1806  | 1821  | 1831  | 1836  | 1841  | 1846  | 1851  | 1856  |
| ----- | ----- | ----- | ----- | ----- | ----- | ----- | ----- | ----- |
| 1 186 | 1 206 | 1 237 | 1 339 | 1 316 | 1 331 | 1 359 | 1 396 | 1 289 |

| 1861  | 1866  | 1872  | 1876  | 1881  | 1886  | 1891  | 1896  | 1901 |
| ----- | ----- | ----- | ----- | ----- | ----- | ----- | ----- | ---- |
| 1 245 | 1 166 | 1 243 | 1 157 | 1 146 | 1 100 | 1 056 | 1 012 | 929  |

| 1906 | 1911 | 1921 | 1926 | 1931 | 1936 | 1946 | 1954 | 1962 |
| ---- | ---- | ---- | ---- | ---- | ---- | ---- | ---- | ---- |
| 891  | 883  | 812  | 787  | 684  | 642  | 619  | 613  | 562  |

| 1968 | 1975 | 1982 | 1990 | 1999 | 2006 | 2008 | 2013 | 2018 |
| ---- | ---- | ---- | ---- | ---- | ---- | ---- | ---- | ---- |
| 543  | 508  | 592  | 621  | 627  | 674  | 687  | 757  | 758  |

| 2022 | - | - | - | - | - | - | - | - |
| ---- | - | - | - | - | - | - | - | - |
| 778  | - | - | - | - | - | - | - | - |

### Enseignement
La commune est rattachée à l'académie de Grenoble.

### Médias
Historiquement, le quotidien à grand tirage Le Dauphiné libéré consacre, chaque jour, y compris le dimanche, dans son édition locale, un ou plusieurs articles à l'actualité de la communauté de communes, ainsi que des informations sur les éventuelles manifestations locales, les travaux routiers, et autres événements divers à caractère local.

### Cultes
La communauté catholique et l'église de Saint-Pierre-de-Bressieux (propriété de la commune) sont rattachées à la paroisse Saint Paul de Toutes Aures, elle-même rattachée au diocèse de Grenoble-Vienne.

## Économie
Le centre de formation de pilotage maritime de Port-Revel est situé dans la commune. L'installation utilise des modèles réduits au 1⁄25 e sur un lac artificiel conçu pour simuler les conditions naturelles, y compris les ports, les canaux, et la mer ouverte. C'est le premier établissement de ce genre dans le monde.

## Culture locale et patrimoine

### Lieux et monuments
- L'église Saint-Pierre de Saint-Pierre-de-Bressieux du XIXe siècle
- Le pan de mur unique vestige de l'abbaye de Laval Bénite, du XIIe siècle

### Patrimoine naturel

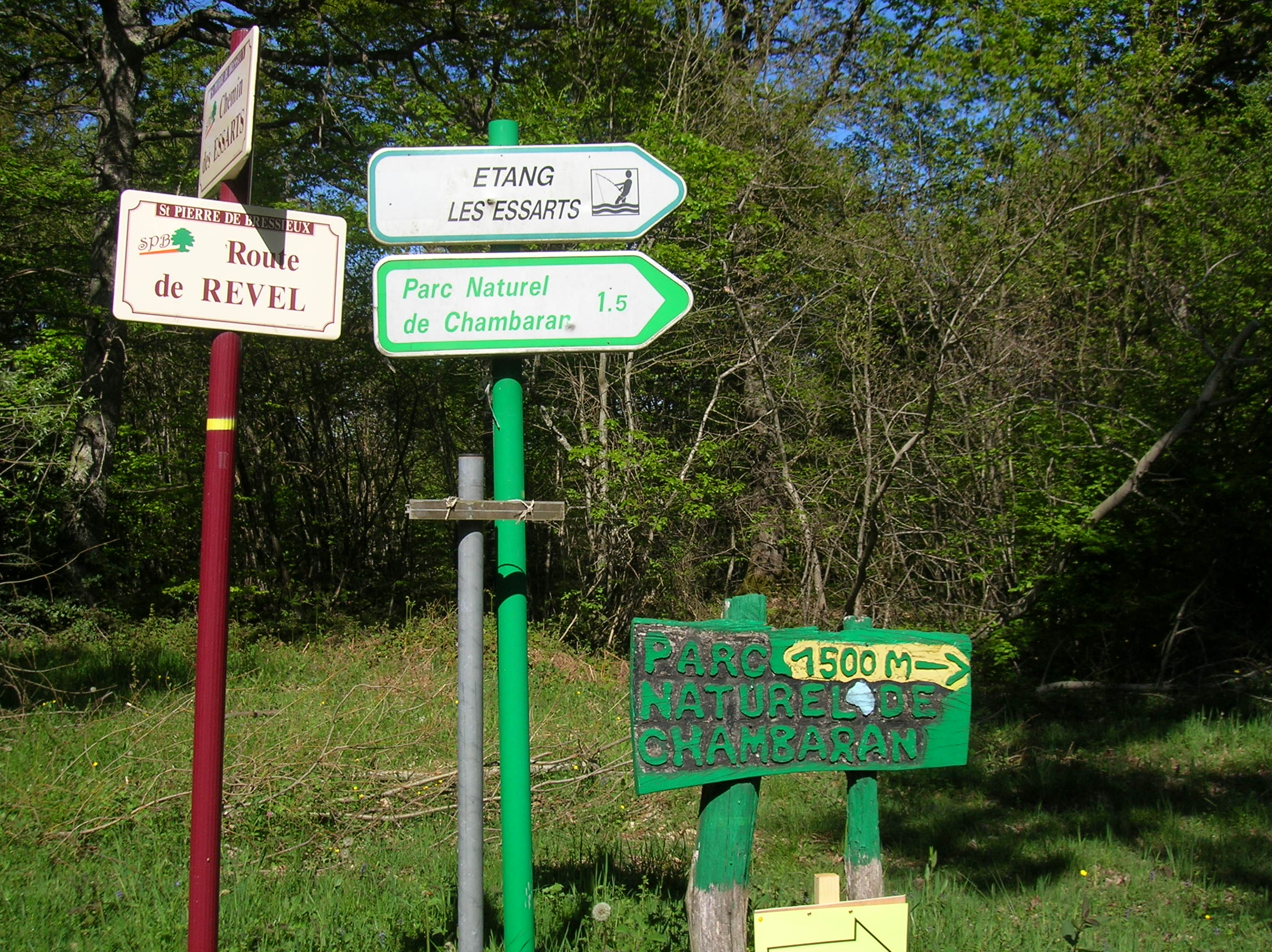
Panneaux du parc naturel de Chambaran.

- Le plateau des Chambaran, à découvrir à pied, avec la tourbière de la Combe des Planchettes, puis le plan d'eau des Essarts. Depuis le village de Saint-Pierre, les randonneurs peuvent rejoindre ensuite Roybon, au fil de la Galaure qui se situe à la limite sud de Saint-Pierre, au quartier de Grignon. Elle y prend sa source pour rejoindre le Rhône à Saint-Vallier.

### Personnalités liées à la commune
- Pierre-Paul Servonnet, né à Saint-Pierre-de-Bressieux, évêque de Digne en 1889, archevêque de Bourges en 1892.
- Désiré Honoré Bérard, né à Saint-Pierre-de-Bressieux le 22 septembre 1845. Artiste-peintre. Une de ses œuvres est conservée au musée de Grenoble (Portrait de Paul-Auguste Germain, 1877).
- Daniel Champavier, né à Saint-Pierre-de-Bressieux, est sacré évêque de Marseille en 1923.

### Héraldique
|  | Saint-Pierre-de-Bressieux possède des armoiries dont l'origine et le blasonnement exact ne sont pas disponibles. |